# Tabanus strigimaculus
Tabanus strigimaculus är en tvåvingeart som beskrevs av David Fairchild 1942. Tabanus strigimaculus ingår i släktet Tabanus och familjen bromsar. Inga underarter finns listade i Catalogue of Life.